# René Guhel
René Guhel (* 18. September 1931 in Saint-Nazaire; † 19. August 2011 in Cholet) war ein französischer Fußballspieler.

## Karriere
Guhel spielte im Trikot des SO Cholet, bevor er 1948 vom Zweitligisten SCO Angers verpflichtet wurde. Dort gehörte er zunächst der zweiten Mannschaft an und zeigte derart gute Leistungen, dass er im April 1949 mit damals 17 Jahren für das UEFA-Juniorenturnier berücksichtigt wurde. Dieses Turnier konnte er mit der französischen Auswahlmannschaft gewinnen.
Zur Saison 1949/50 rückte er bei Angers in den Profikader auf und kam zu seinem Zweitligadebüt. Fortan wurde er regelmäßig aufgeboten, konnte sich aber keinen festen Stammplatz erkämpfen. Daran änderte sich nichts, bis er dem Verein am Ende der Spielzeit 1951/52 den Rücken kehrte und damit im Alter von 20 Jahren nach 42 Zweitligapartien mit drei Toren seine Profilaufbahn beendete. Er kehrte zurück zum drittklassig antretenden SO Cholet, mit dem er 1953, 1957 und 1958 Meister der regionalen Liga wurde, ohne jedoch aufzusteigen. 1958 gab er das Fußballspielen auf. Cholet stand er in den Spielzeiten 1976/77 und 1978/79 als Trainer zur Verfügung.